# Hyvinkää

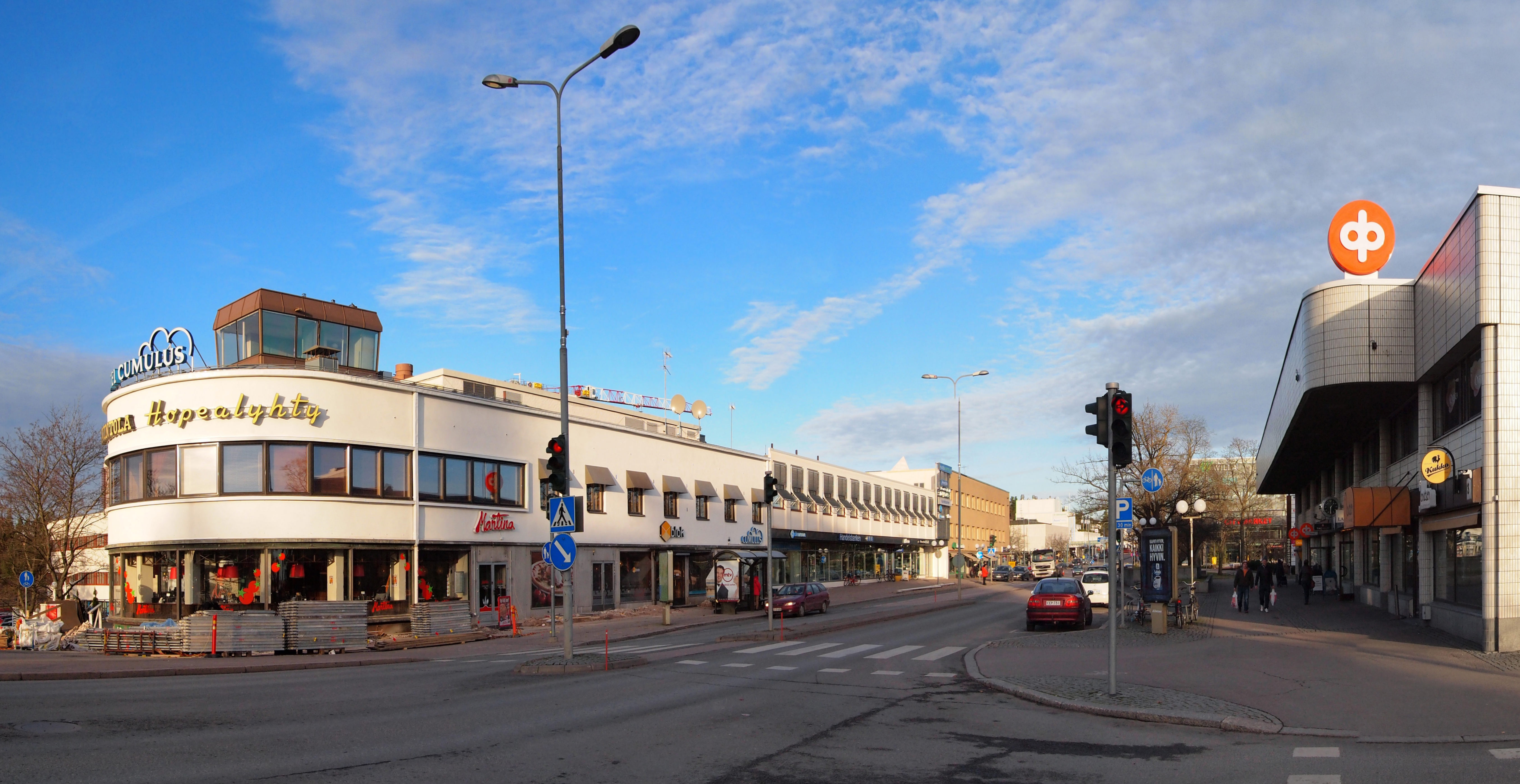
Hyvinkää, Zentrum

Hyvinkää [ˈhyviŋkæː] (schwed. Hyvinge) ist eine 59 km nördlich von Helsinki gelegene Stadt im Süden Finnlands mit rund 46.500 Einwohnern. Das Stadtrecht erhielt der Ort im Jahr 1960.

## Geschichte
Seit dem 16. Jahrhundert gab es in der Region zwischen Helsinki und Hämeenlinna, die heute als Hyvinkäänkylä bekannt ist, ein Wirtshaus. Etwa zur gleichen Zeit wurden in den ersten Steuerverzeichnissen einige Häuser in diesem Bereich aufgeführt.
In der zweiten Hälfte des 19. Jahrhunderts wuchs das Dorf Hyvinkää allmählich heran, aber erst der Aufbau des Eisenbahnnetzes ab 1861 läutete eine schnelle Wachstumsphase ein. So wurde der Standort des heutigen Zentrums von Hyvinkää durch die erste finnische Bahnstrecke, die Bahnstrecke Helsinki–Hämeenlinna, bestimmt. Der Bahnhof von Hyvinkää ist einer der wenigen ursprünglichen Bahnhöfe dieser Trasse, die heute noch genutzt werden.
Von Hyvinkää aus führt eine Eisenbahnstrecke zum Hafen von Hanko. Die Bahnstrecke Hanko–Hyvinkää, welche von der Hangon rautatie betrieben wurde, war die erste private Eisenbahnstrecke Finnlands. Sie wurde 1872 gegründet und 1875 von der Staatseisenbahn erworben. Zu Beginn des 20. Jahrhunderts war Hyvinkää ein Zwischenstopp für viele Emigranten, die per Schiff von Hanko aus zu einem neuen Leben in Nordamerika aufbrechen wollten. Auf dem Gelände des ehemaligen Bahnhofes Hyvinkää befindet sich heute das finnische Eisenbahnmuseum (Suomen Rautatiemuseo).
Die Luftqualität von Hyvinkää wurde wegen der dichten Kiefernwälder als besonders gut angesehen. In den 1880er Jahren eröffneten Ärzte aus Helsinki daher ein Sanatorium.
Im Zuge der Industrialisierung entstand 1892 eine Wollfabrik, die Hyvinge Yllespinneri von Ossian Donner. Die Fabrik wurde in den 1990er Jahren stillgelegt. Die ehemaligen Firmenhallen werden heute unter anderem als Ausstellungszentrum genutzt.
Der Flugplatz von Hyvinkää diente nach dem Zweiten Weltkrieg für kurze Zeit als Hauptflughafen des Landes, während der Flughafen Malmi in Helsinki unter der Kontrolle der Alliierten war. Heute befindet sich in der Nähe des Flugplatzes ein Motorsportzentrum.
Im Februar 1975 fanden in der Gegend um Hyvinkää die ersten offiziellen Weltmeisterschaften im Ski-Orientierungslauf statt.
Bei einem Amoklauf in der Nacht vom 25. auf den 26. Mai 2012 wurden zwei Menschen erschossen.

### Bevölkerungsentwicklung
Die Entwicklung der Einwohnerzahl von Hyvinkää:
| Jahr | Einwohner |
| 1980 | 37.297    |
| 1985 | 38.742    |
| 1990 | 40.194    |
| 1995 | 41.203    |

| Jahr | Einwohner |
| 2000 | 42.545    |
| 2005 | 43.848    |
| 2010 | 45.489    |
| 2012 | 45.592    |

## Sehenswürdigkeiten
Sehenswürdigkeiten der Stadt sind die von Aarno Ruusuvuori entworfene (neue) Kirche und das Landgut von Kytäjä. In Hyvinkää befindet sich außerdem das Finnische Eisenbahnmuseum.
Außerdem gibt es auch noch die Alte Kirche von Hyvinkää.

## Verkehr
Dank seiner Zug- und Autobahnanbindung ist Hyvinkää eines der Pendlerzentren der Hauptstadtregion. Mit den zweimal stündlich verkehrenden Zügen des Schienennahverkehrs in der Region Helsinki kann der Hauptbahnhof von Helsinki in 41 Minuten erreicht werden.

## Politik
Die Kommunalwahlen am 13. Juni 2021 führten in Hyvinkää zu folgendem Ergebnis für die Zusammensetzung des 51-köpfigen Gemeinderats:

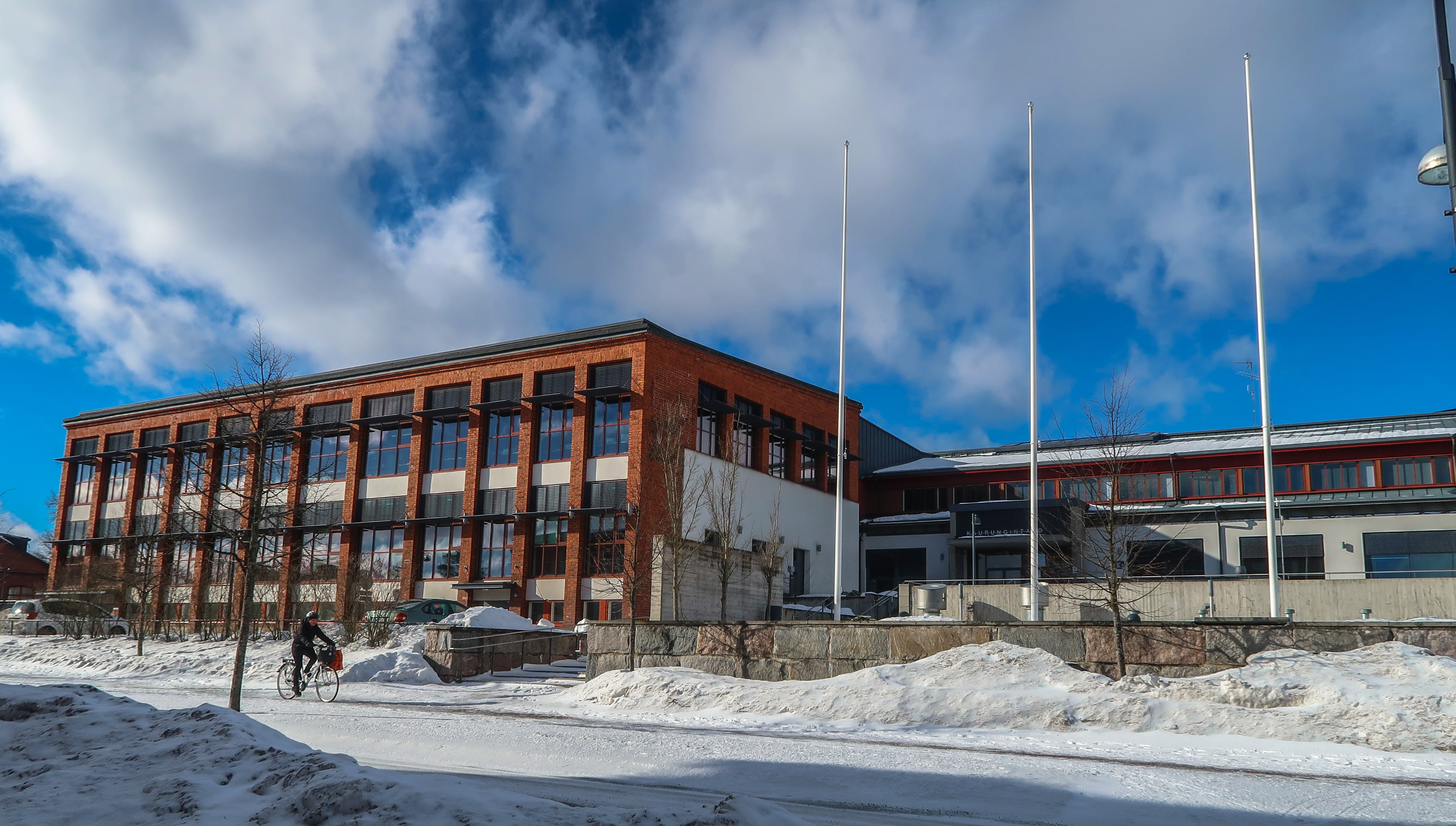
Rathaus Hyvinkää

| Partei                  | Sitze | 0+/−0 | Stimmenanteil | +/− %p |
| Sammlungspartei         | 130   | ± 0   | 24,4 %        | + 0,3  |
| Sozialdemokraten        | 120   | − 2   | 22,2 %        | − 3,8  |
| Basisfinnen             | 110   | + 5   | 20,5 %        | + 7,7  |
| Grüner Bund             | 6     | − 1   | 11,6 %        | − 2,1  |
| Linksbündnis            | 4     | ± 0   | 07,7 %        | − 0,9  |
| Zentrumspartei          | 3     | − 1   | 07,2 %        | − 0,9  |
| Christdemokraten0       | 2     | − 1   | 04,1 %        | − 1,6  |
| Wahlbeteiligung: 50,3 % |       |       |               |        |

## Städtepartnerschaften
Hyvinkää hat Partnerschaften geschlossen mit
| - Eigersund in Norwegen, seit 1950 - Motala in Schweden, seit 1951 - Hersfeld-Rotenburg in Deutschland, seit 1970 | - Kostroma in Russland, seit 1973 - Kecskemét in Ungarn, seit 1986 - Kunshan, Volksrepublik China, seit 2008 |

## Personen aus Hyvinkää
- Helene Schjerfbeck (1862–1946), Malerin
- Olavi J. Mattila (1918–2013), Diplomat, Wirtschaftsmanager und parteiloser Politiker
- Markku Uusipaavalniemi (* 1966), Curler und Politiker
- Tuomo Hutri (* 1973), Kameramann
- Teemu Salo (* 1974), Curler
- Kalle Kiiskinen (* 1975), Curler
- Jani Sullanmaa (* 1981), Curler
- Miikka Jäske (* 1982), Eishockeyspieler
- Petteri Wirtanen (* 1986), Eishockeyspieler
- Peetu Piiroinen (* 1988), Snowboarder
- Petja Piiroinen (* 1991), Snowboarder
- Edon Maxhuni (* 1998), Basketballspieler
- Jesper Pohjolainen (* 2001), Skirennläufer
- Erika Pykäläinen (* 2001), Skirennläuferin
- Otto Virtanen (* 2001), Tennisspieler